# لاله واژگون قوزی
لالهٔ واژگون قوزی یا گل سرنگون قوزی (نام علمی: Fritillaria gibbosa) یکی از گونه‌های لاله واژگون است. ارتفاع آن در حدود ۸ تا ۲۰ سانتیمتر است و گل‌های واژگون آن ۲ و نیم تا ۳ سانتیمتر قطر دارند؛ که از نظر مقایسه با اندازهٔ گیاه نسبتاً درشت هستند و یکی از شگفت‌ترین گیاهان پیازی ایران به‌شمار می‌آیند. این گل در مرکز ایران دیده می‌شود ولی نمونه‌هائیکه در شمال شرقی یافت می‌شود دارای گل‌های زیادتر کوچکتر و کم‌رنگ‌تر هستند. در استپ‌های خشک از ارتفاع حدود ۱۱۰۰ تا ۱۸۰۰ متر روئیده و جزو گیاهان زود گل بهاری است که در بیشتر نقاط پراکنده بوده و بعضی مواقع در محل‌های مناسب به وفور دیده می‌شود. زمان گلدهی در ماه اسفند و فروردین است.